# Howard Wing
Howard Wing (* 28. Januar 1916 in Amsterdam; † 7. März 2008 in Niagara Falls, Kanada) war ein chinesischer Radrennfahrer.

## Sportliche Laufbahn
Wing (auch He Haohua oder Ho Hou Wah) war der Sohn eines Chinesen, seine Mutter war Irin. Er wuchs in Rotterdam auf. Der niederländische Radsportverband wollte ihn in die Nationalmannschaft aufnehmen, er verfügte jedoch nicht über einen niederländischen Pass. Obwohl er noch nie in China war, bot ihm der chinesische Verband 1936 den Start bei den Olympischen Sommerspielen in Berlin an. Wing war im Bahnradsport und im Straßenradsport aktiv. Er war Teilnehmer der Olympischen Sommerspiele 1936 in Berlin. Im Sprint konnte er sich nicht platzieren. 1948 war er Teilnehmer der Olympischen Sommerspiele in London. Im Sprint unterlag er im Vorlauf gegen Ward Van de Velde. Er brach sich im Rennen bei einem Sturz das Schlüsselbein.
Wing startete bei acht UCI-Weltmeisterschaften für China. Bei den Straßenradsport-Weltmeisterschaften 1946 wurde er 36. im Rennen der Amateure. 1956 wanderte Wing nach Kanada aus.